# Concordia (Argentinien)
Concordia (offizieller Name: San Antonio de Padua de la Concordia) ist eine Stadt in Argentinien im Nordosten der Region Entre Ríos (deutsch: zwischen den Flüssen, nämlich dem Rio Paraná und dem Rio Uruguay) und liegt 430 Kilometer von der Hauptstadt Buenos Aires entfernt. Die Stadt ist Verwaltungszentrum des gleichnamigen Departamentos.

## Geografie
| Concordia liegt am rechten Ufer des Río Uruguay, der hier die Grenze zu Uruguay bildet, gegenüber der Stadt Salto am uruguayischen Ufer des Flusses. Etwa 18 Kilometer nördlich befindet sich der Staudamm Salto Grande, der den Río Uruguay zur Gewinnung von Elektrizität aufstaut. Über den Staudamm verläuft eine Straßen- und eine Eisenbahnverbindung zwischen Concordia und Salto. Etwas flussabwärts mündet der Río Yuquery, der südlich der Stad verläuft, in den Río Uruguay. |  | Klima |

## Geschichte
Erste Besiedlungen sind etwa 500 Jahre alt. Um das Jahr 1700 herum kamen Jesuiten in die Stadt, errichteten eine kleine Garnison und begannen, die Indianer zu missionieren. Bis zu diesem Zeitpunkt lebten vor allem Guaranís, Chanás und Charrúas in der Stadt.
1749 schickte der Gouverneur von Buenos Aires, José de Andonaegui, eine Expedition in die Gegend Entre Rios. Tomás de Rocamora, der diese Region erstmals „Entre Rios“ nannte, gründete 1783 die Städte Concordia, San Antonio de Gualeguay Grande (Gualeguay), Concepción del Uruguay und San José de Gualeguaychú.

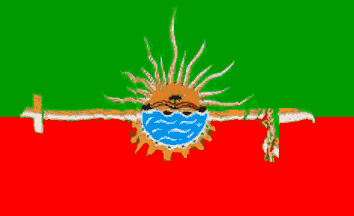
Flagge Concordia

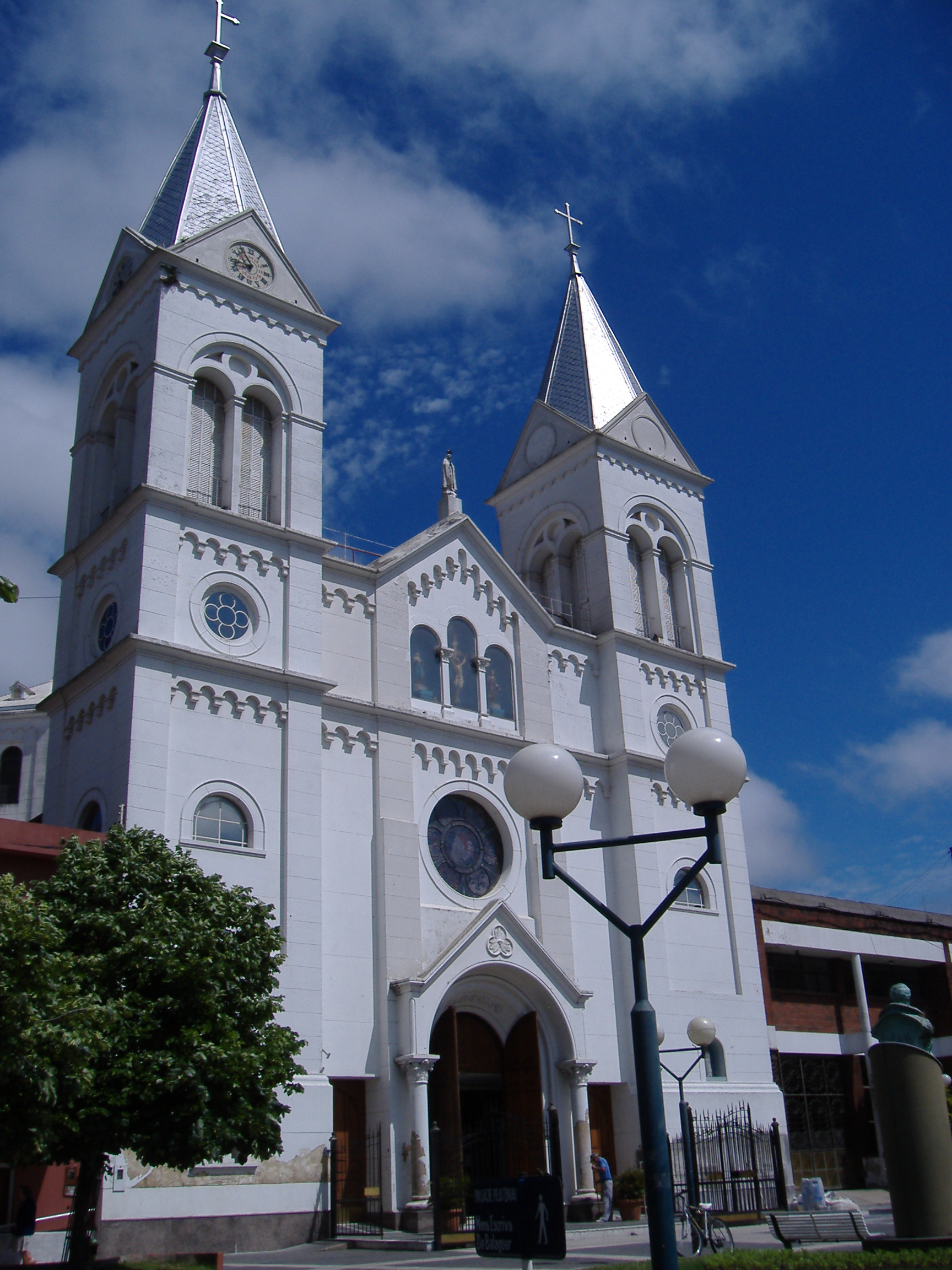
Kathedrale Concordia

Der General Justo José de Urquiza brachte am 1. Juli 1857 sowie im Jahr 1859 eine große Gruppe Schweizer Immigranten in die Stadt. 1878 folgten wolgadeutsche Bauern.
Zum Ende des 19. Jahrhunderts hatte Concordia lebhaften Handel und 1882 hatte die Stadt 10.000 Einwohner. Damals war die Stadt mit dem höher am Uruguay gelegenen Caseros durch eine Eisenbahn verbunden.
Die Flagge der Stadt ist oben grün, unten rot und zeigt die aufgehende Sonne über dem Fluss in der Mitte.
In Concordia sind zwei staatliche und eine private Universität beheimatet.

## Religion
Seit 1961 ist Concordia Sitz des römisch-katholischen Bistums Concordia, das dem Erzbistum Paraná unterstellt ist. Die Kathedrale ist dem Heiligen Antonius von Padua geweiht.

## Söhne und Töchter der Stadt
- Celestino Piaggio (1886–1931), Komponist, Pianist und Dirigent
- Eric Gordon England (1891–1976), britischer Ingenieur und Autorennfahrer
- Ernesto De la Cruz (1898–1985), Bandoneonist, Bandleader und Tangokomponist
- Héctor Ayala (1914–1990), Gitarrist und Komponist
- Isaac Ganón (1916–1975), Soziologe
- Horacio Siburu (1922–2000), Moderner Fünfkämpfer
- Isabel Sarli (1929–2019), Schauspielerin
- Isidoro Blaisten (1933–2004), Journalist, Photograph und Schriftsteller
- Britta Selling (* 1966), deutsche Schauspielerin
- Pablo Cuevas (* 1986), uruguayischer Tennisspieler
- Gustavo Bou (* 1990), Fußballspieler
- Leandro Blanc (* 1993), Boxer im Halbfliegengewicht
- Federico Bruno (* 1993), Mittel- und Langstreckenläufer
- Lucas Robertone (* 1997), Fußballspieler
- Marcos Senesi (* 1997), Fußballspieler